# Rumänska kulturinstitutet i Stockholm

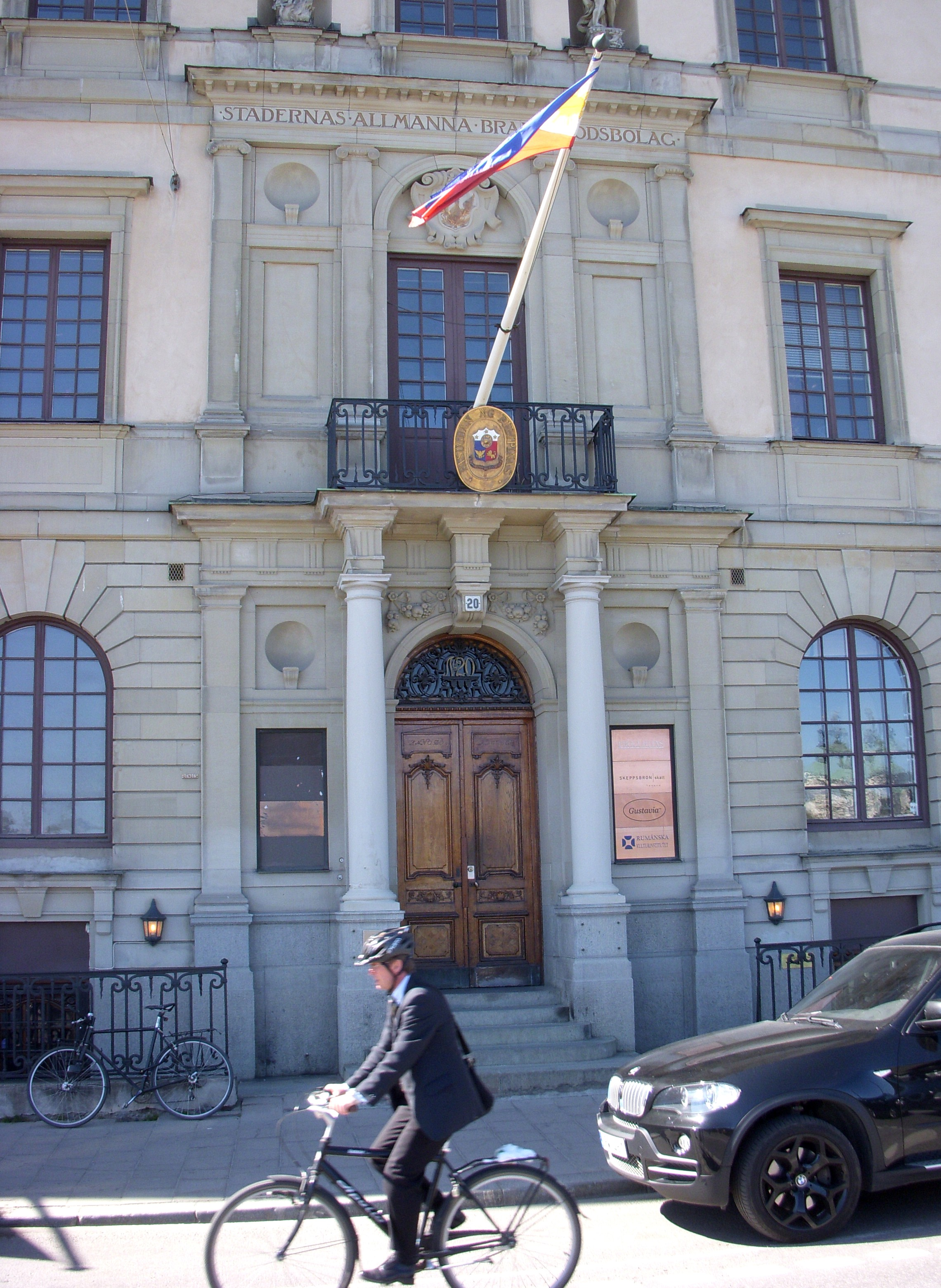
Byggnaden vid Skeppsbron 20

Rumänska kulturinstitutet i Stockholm är ett statligt rumänskt kulturinstitut beläget på Skeppsbron i Gamla stan i centrala Stockholm. Institutet invigdes 2006 och är ett av nitton filialer i världen. Rumänska kulturinstitutets syfte är att främja rumänsk kultur och göra den tillgänglig för en svensk publik samt öka samarbetet mellan institutioner i Sverige och Rumänien. Institutet delar varje år ut Sorescupriset till en svensk författare eller konstnär som ”upplöser gränser och skapar mötesplatser, som med sitt verk förmedlar impulser mellan skilda kulturella uttryckssätt”. Institutet är inrymt i fastigheten Skeppsbron 20, en kulturhistoriskt värdefull fastighet från seklets början ritad av Isak Gustav Clason.